# Moll-Drüse
Die Moll-Drüsen (auch Mollsche Drüsen, Glandulae ciliares conjunctivales oder Wimperndrüsen) sind modifizierte, apokrine Schweißdrüsen, die am Lidrand in die Haarbälge der Wimpern münden und durch das Ganglion ciliare innerviert werden. Der Erstbeschreiber war der Augenarzt Jakob Antonius Moll (1832–1914).
Eine Entzündung dieser Gebilde – aber auch jene der Zeis-Drüsen – wird als Gerstenkorn (Hordeolum externum) bezeichnet. 